# 陸上競技

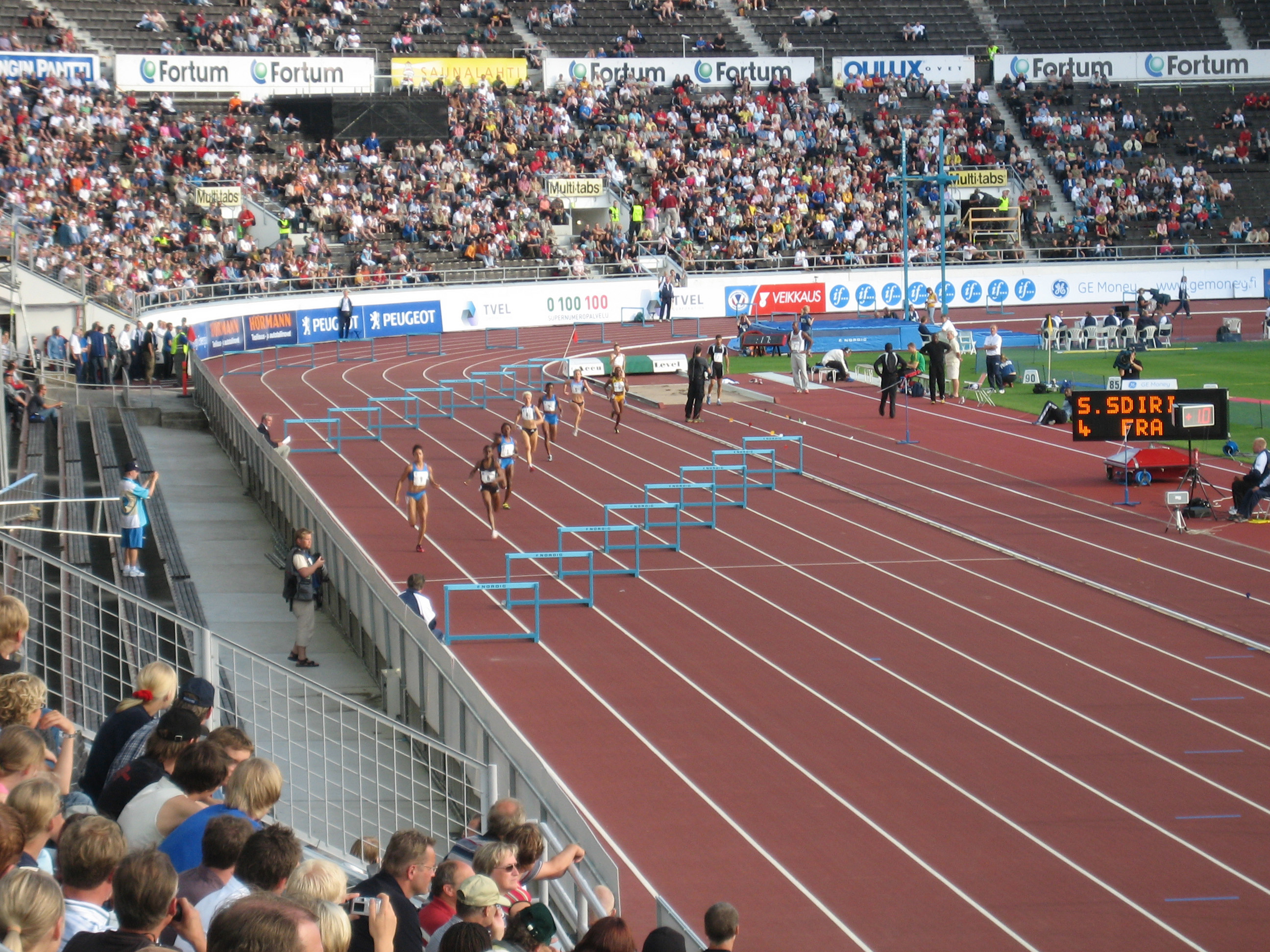
屋外の陸上競技場における競技の模様（女子400mハードル）

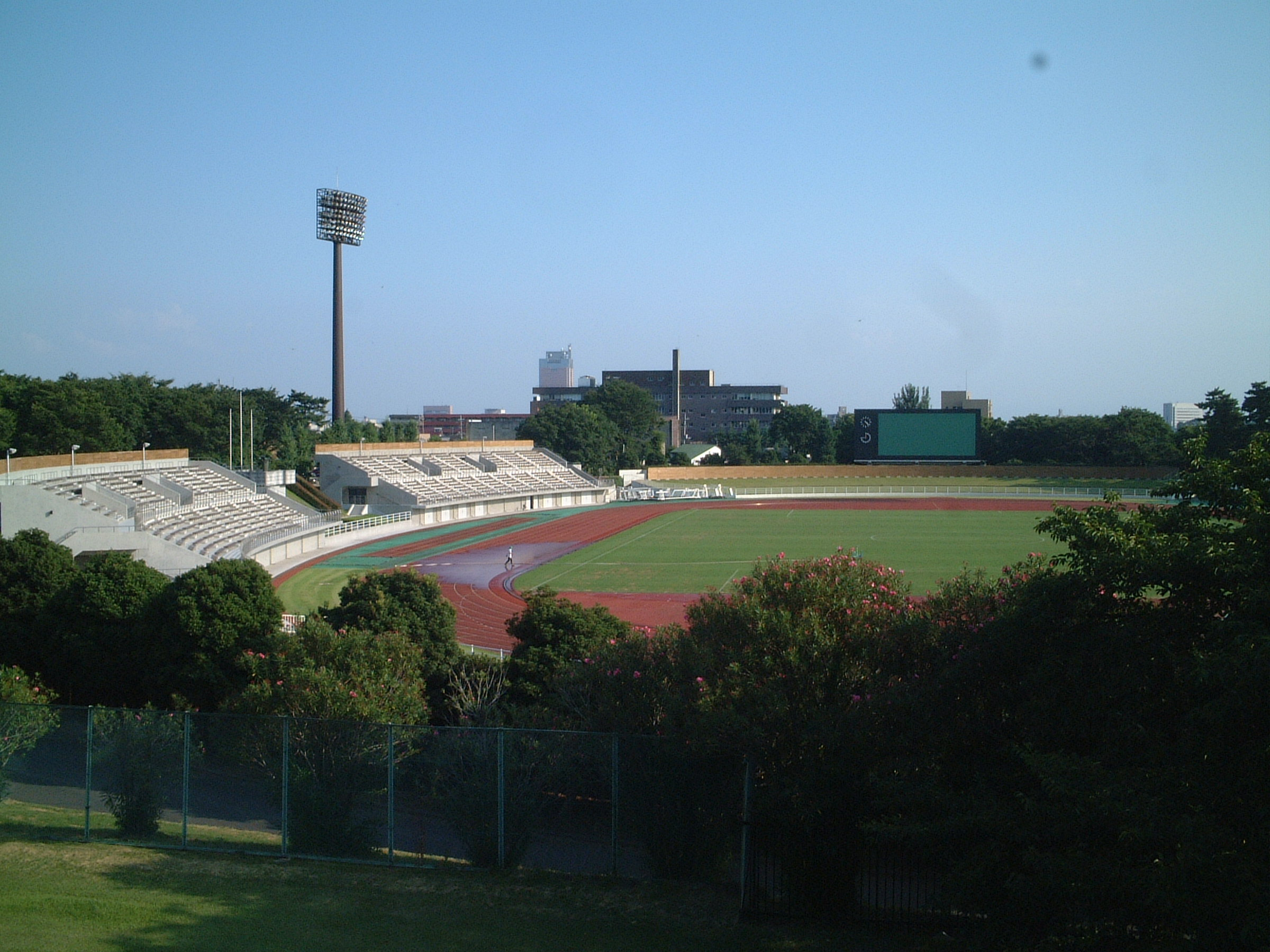
陸上競技場の例（敷島公園陸上競技場、群馬県前橋市）

陸上競技（りくじょうきょうぎ）は、主に屋外競技場のトラックやフィールドあるいは道路で行われる、走る・跳ぶ・投げるの3基本技を中心とする競技の総称。単に陸上（）と呼ぶことも多い。

## 概要
陸上競技とは、主に屋外（屋外競技場のフィールドやトラック、あるいは道路など）で行われる、走る、跳ぶ、投げる、という3種の基本技を中心とする競技の総称である。世界室内陸上競技選手権大会のように室内で行う陸上競技大会もあり、60m走など室内のみ正式種目となっている種目もある。
その歴史は紀元前776年の第1回古代オリンピックまで遡る。→#歴史
陸上競技は大分類としては、走種目を主体とし競技場のトラックで実施されるトラック競技、跳躍（走幅跳など）や投擲（ハンマー投など）を主体としトラック内側のフィールドで実施されるフィールド競技、さらにマラソンや競歩など競技場外の道路上に設定されたコースを走るロードレースがある。ただし、競技場によってはフィールド競技（特に跳躍）の競技場所がトラック外側に設置されていることがある。トラック競技およびフィールド競技は、陸上競技場内で行われる競技としてトラック&フィールド競技と一括して扱われることがある。

## 歴史
陸上競技は紀元前776年の第1回古代オリンピック に遡る歴史のある競技である。この時（第一回）にはスタジアムの長さ分の走種目、スタディオン走（現代で言うところの短距離走）のみが行われ、その後種目が増えた。古代ギリシアの中期オリンピックでは、スタディオン走（短距離走）に加え、ディアウロス走（中距離走）、ドリコス走（長距離走）、五種競技、円盤投、やり投、走り高跳びも行われた。なお、ギリシアではこのほかにもネメアー大祭、イストミア大祭、ピューティア大祭といった大競技大会が開催されていた。
他にもケルト人やチュートン人、ローマ帝国を倒したゴート人といった民族も陸上競技の大会を開き、人気を集めていたようである。しかし、これらの民族では陸上競技は軍事鍛錬と関連したものであるのが一般的で、それほど大きく組織立ったものとはならなかった。中世には、貴族の子息たちが乗馬、馬上槍、剣術などの鍛錬に加え、ランニング、跳躍、レスリングなどの鍛錬を行っていたようである。競争相手のライバルや友人たちとの間で競技会を開催することも公式、非公式を問わず、広く行われていた。
時代の枠を越えて、ヨーロッパ全土で多くの陸上競技スポーツが親しまれていた様子が確認されている。陸上競技は、ルネサンス以降に近代スポーツとして発展し、1896年に開催された第1回アテネオリンピックをきっかけとして、世界各国へと普及した。陸上種目の多くはその起源を古代にまで遡るものが多く、古代ギリシアで既にその競技種目としての形式が確立されていた。陸上競技は、1896年の第1回近代オリンピック大会でも実施され、常に実施競技としてありつづけるとともに、同じく第1回大会から常に実施されていてオリンピック前半の花形競技とされる競泳と並んで、オリンピック後半の花形競技とされる。陸上競技と水泳については、オリンピック以外でも総合的なスポーツ大会で競技ナンバーが1番と2番になることが多く、陸上競技の棒高跳びや投てきを例外としても、基本的には道具や対戦相手を必要とせず、己の身体のみで人類の限界に挑むと言う普遍的なスポーツであることからその存在価値が重視されている。格闘技や球技等、プロとしてお金を稼ぐことを目的とする商業スポーツと比べて、その存在意義も異なる。ただし20世紀前半には国際競技大会に出場する選手はアマチュアでなくてはならないという厳格な規定が存在したが、20世紀後半に入ると東側諸国においても西側諸国においても徐々に有名無実化していき、1990年代初頭にはこうした規定は存在しなくなった。19世紀には陸上競技は男性のものであり、オリンピックにおいても男性のみ参加となっていたが、1921年に国際女子スポーツ連盟が創設されると女子陸上競技大会も開催されるようになり、1928年のアムステルダムオリンピックにおいて女子陸上がオリンピックの種目となった。
国際競技統括団体ワールドアスレティックスは1912年に創設され、1983年からは、オリンピックとは別に陸上競技のみの大会として、世界陸上競技選手権大会を開催するようになった。世界陸上は世界有数のスポーツイベントの1つで、2009年のベルリン大会では約3300万人がイベントを視聴したとされる。他に世界室内陸上競技選手権大会やヨーロッパ陸上競技選手権大会なども開催されている。また、アジア競技大会など大陸別の競技大会においても陸上競技は必ず開催され、花形競技の1つとなっている。特にオリンピックを始め、主要な陸上競技大会の期間中は高い注目を集めるものの、スポーツ全般から見ると多くの国で一般からの関心の度合いはやや低くなりがちである。
トラック&フィールド競技では、世界各地の競技会を転戦して総合成績を競うサーキット大会IAAFグランプリが1985年に創設された。IAAFグランプリはIAAFゴールデンリーグ・IAAFスーパーグランプリを経て、2010年から両者が統合されIAAFダイヤモンドリーグとなり、IAAFワールドチャレンジ（2020年よりワールドアスレティックスコンチネンタルツアー）とともに毎年春から夏にかけて開催されている。一方マラソン競技においては世界各地で大規模なマラソン大会が行われており、なかでも2006年よりボストンマラソン・ロンドンマラソン・ベルリンマラソン・シカゴマラソン・ニューヨークシティマラソンの5大会とオリンピック・世界陸上の計7大会でワールドマラソンメジャーズが開催されるようになった。さらに2013年大会より、東京マラソンがワールドマラソンメジャーズに加入し、計8大会となった。

### イギリス
イギリスでは13世紀から16世紀にかけてスポーツを楽しむことに国家的な制限を課していた。これはアーチェリーの鍛錬に支障が出ないようにするためであった。この制約が17世紀になって除かれた後、イギリスではスポーツが再び盛んになった。陸上競技組織の活動は19世紀になって行われるようになった。これには学校においてスポーツ体育が実施されるようになった影響もある。正規の学校における陸上競技が取り入れられた初出としてイギリスのサンドハースト王立陸軍士官学校において1812年、1825年に行われたとの説もあるが、これを補強する証拠は今のところない。記録に残っている最古の会合は同国のシュロップシャー州シュルーズベリーで1940年に王立シュルーズベリー校が開催したもので、当時1838年から1841年まで生徒として在籍していたCTロビンソンが60年後に複数の手紙に当時の詳細について書き残している。
1868年に刊行された『最新陸上競技』によれば、当時の陸上競技のほとんどの競技はハンディキャップ・レースだったという。陸上競技はギャンブルの対象であり、観客は記録よりも勝ち負けとレースの過程や公正さを重視した。そのため、資格を持ったハンディキャッパーが競技者の実績によってスタート位置を調整するなどのハンディキャップを付け、白熱したレースを演出していた。一方、プロフェッショナルランナーを排除し、紳士のスポーツによる人格形成を目的としたアマチュア陸上クラブが1866年にロンドンで組織され、常設の陸上競技場による競技が行われた。陸上競技のハンディキャップ・レースはオリンピックなどの公式レースでも20世紀前半まで行われたが、スポーツが競戯からアマチュア・ルールによる近代スポーツへと変化する過程で消滅した。

### 日本
日本では1873年（明治6年）3月21日に、東京・築地にあった海軍兵学寮のイギリス人教師が開いた「競闘遊戯」が最初の陸上競技大会である。競闘遊戯はathletic sportsの訳語で、雀雛出巣（すずめのすだち、150ヤード走）、燕子学飛（つばめのとびならい、300ヤード走）、大鯔跋扈（ぼらのあみごえ、走高跳）などの種目があった。また同年10月に開成学校（東京大学の源流）にて明治天皇隣席の下で行われた「体操御覧」の1種目「行飛」が競走であった可能性がある。本格的に陸上競技が日本人の間で行われるようになるのは、1875年（明治8年）に東京英語学校（後の東京大学）に着任したフレデリック・ウィリアム・ストレンジによる普及活動以降である。ストレンジはイートン・カレッジの出身で、陸上競技とボート競技を得意とし、余暇にこれらを実践して学生の関心を惹き、普及させた。1883年（明治16年）には東京大学の3学部と予備門合同の陸上運動会が開かれ、以降東大の名物となった。この運動会では後に藤井實が100mと棒高跳で世界記録を樹立した。
明治30年代（1897年 - 1906年）になると、東京帝国大学と第一高等学校を中心に、学習院や高等商業学校（後の一橋大学）でも陸上競技が盛んとなり、明治40年代（1907年 - 1912年）にはスパイクシューズが使用され始め、早稲田大学・慶応義塾大学が新勢力として台頭した。東京高等師範学校（後の筑波大学）では嘉納治五郎校長の下で校内長距離走が開かれていたが、陸上競技界ではまだ弱小であった。大正時代初期まで「陸上競技」という日本語は存在せず、この頃に創部した陸上競技部は、東京高等師範学校では「徒歩部」（後に筑波大学陸上競技部に改称）、早稲田大学や明治大学では「競走部」を名乗っている。
日本が初めて近代オリンピックに参加したのは、1912年（明治45年）の第5回ストックホルム大会であり、短距離走の三島弥彦と長距離走の金栗四三が参加した。日本で初めて組織立って（学校以外の組織が主催して）開かれた陸上競技大会は、この日本代表を選抜するための大会「国際オリムピック大会選手予選会」（大日本体育協会主催）であった。金栗はオリンピックの後、生涯をマラソンの普及に捧げ、東京箱根間大学駅伝競走を創設した。

### 米国
全米アマチュア競技連盟が米国における統括団体であったが、1970年代にプロフェッショナルスポーツとしての促進が進むと、その管轄を外れた。新たな統括団体として、TAC (The Athletics Congress) と呼ばれる団体が結成され、後に全米陸上競技連盟 (USA Track and Field; USATF; USA T&F) と改名した。さらにより緩やかな組織として、ロードレースの普及促進を図る団体として全米ロードランナークラブ（RRCA）がある。両団体とも、以前は偽アマチュアリズムとされた、レース出場を通じて金銭を得る行為を禁止していない。

## 種目
下記の種目が世界記録として公認される。日本記録も準拠する。ハーフマラソンや駅伝競走はオリンピックや世界陸上競技選手権大会には採用されていない。これはマラソン同様に陸上競技場の外、つまり公道をコースとせざるを得なく、更に男女別で分ける必要もあることから、公道での交通規制が増えすぎてしまい、警備への負担増加、規制による市民生活への影響などが大きいためとも考えられる。女子の場合は長距離走と競歩、また跳躍競技、投擲競技などの大半は日本陸連から日本記録公認外種目として始まったものが多い。大部分は1930年までに公認されたが、長距離走と競歩は1980年、三段跳は1986年、棒高跳、ハンマー投は1993年になって公認されるようになった。

### 世界記録
以下の種目が世界記録としてワールドアスレティックスにより公認される。
- 短距離 - 100m、200m、400m
- ハードル - 100mハードル[25]、110mハードル[26]、400mハードル
- 中距離 - 800m、1000m、1500m、1マイル、2000m、3000m、3000m障害
- 長距離 - 5000m、10000m、20000m、1時間、25000m、30000m
- リレー - 4×100mリレー、4×200mリレー、4×400mリレー、4×800mリレー、4×1500mリレー[26]、ディスタンスメドレーリレー
- 道路競走 - 1マイル、5km、10km、ハーフマラソン、フルマラソン、100km、ロードリレー（42.195km）
- 競歩 - 10000m競歩[25]、20000m競歩、30000m競歩[26]、50000m競歩[26] / 20km競歩、50km競歩
- 跳躍 - 走高跳、棒高跳、走幅跳、三段跳
- 投てき - 砲丸投、円盤投、ハンマー投、やり投
- 混成競技 - 七種競技[25]、十種競技[26]

### 各国国内記録

#### 日本
次の種目は日本陸上競技連盟により日本記録として公認される。
- 短距離 - 300m
- 道路競走 - 1マイル、15km、10マイル[26]、20km、25km、30km、35km[26]
- 競歩 - 5000m競歩 / 5km[25]、10km競歩、15km、30km[26]

### U20世界記録
以下の種目がU20世界記録として公認される。
- 100m、200m、400m、800m、1000m、1500m、1マイル、3000m
- 100mハードル[25]、110mハードル[26]、400mハードル、4×100mリレー、4×400mリレー
- 5000m、10000m、2000m障害[27]、3000m障害
- 5000m競歩[28]、10000m競歩、10km競歩
- 走高跳、棒高跳、走幅跳、三段跳、砲丸投、円盤投、ハンマー投、やり投、七種競技[25]、十種競技[29]

### 室内世界記録
以下の種目が室内世界記録として公認される。
- 50m、60m、200m、400m、800m、1000m、1500m、1マイル、3000m、5000m
- 50mハードル、60mハードル、4×200mリレー、4×400mリレー、4×800mリレー
- 3000m競歩[25]、5000m競歩
- 走高跳、棒高跳、走幅跳、三段跳、砲丸投、五種競技[25]、七種競技[26]

### その他
以下の種目は世界記録として公認されていない。或いはかつて公認されており、夏季オリンピックでも実施されていた屋外種目。
- 60m、100ヤード、150m
- 1600mメドレーリレー、3000m団体、3マイル団体、5000m団体、4マイル団体、5マイル、クォーターマラソン、24時間走[注 2]
- クロスカントリー個人、クロスカントリー団体
- 80mハードル、1500m障害、2500m障害、2590m障害、3200m障害、4000m障害
- 3km競歩、3500m競歩
- 立ち幅跳び、立ち高跳び、立ち三段跳び
- 砲丸両手投げ、円盤両手投げ、ギリシア式円盤投げ、やり両手投げ、重錘投、ジャベリックスロー、ジャベリックボール投、やり投げ自由形
- 三種競技、四種競技、五種競技、八種競技、十四種競技、二十種競技

## 競技規則

### 計測・単位について
フィニッシュタイムの計測について（トラック競技）
- トルソー（ここでは頭、首、腕、手及び足を含まない部分を示す）のいずれかがフィニッシュラインのスタートラインに近い端を含む垂直面に到達した時点で走者のフィニッシュとされる[30]。なお、トルソーと首の境界は胸部上部の凹部と第7頸椎の突起部を結んだ線であり腕との境界肩胛骨の外端である[30]。
- 写真判定装置を用いる場合、10000メートル以下の競技では、1000分の1秒以下を100分の1秒に繰り上げる。10000メートルよりも長い競技では、100分の1秒以下を10分の1秒に繰り上げる。また、一部でも競技場外で行われるレースにおいては、10分の1秒以下を秒に繰り上げる。
- 手動計時の場合は、トラック種目の場合は100分の1秒以下を10分の1秒に繰り上げ、一部でも競技場外で行われるレースにおいては、10分の1秒以下を秒に繰り上げる。また、3個の時計のうち2個が一致する場合はそのタイムが記録となり、全て異なる場合は真ん中のタイムが記録となる。尚、時計が2つのときは遅いほうのタイムを記録とする。そのため、同じ着順の計時を複数名で担当する。

距離の単位について（トラック競技）
- 基本的に競技場内で行われる競技はメートル、公道へ出る競技はキロメートルで表される。

距離の計測について（フィールド競技）
- センチメートル未満を切り捨て、メートル単位で記録する。

### 風速の測定について
風速は、各種目下記の秒数計測し、100分の1メートル以下を10分の1メートルに切り上げる。
- 60メートル スタートから5秒間
- 100メートル スタートから10秒間
- 200メートル 先頭の選手が直線に入ってから10秒間
- 100メートルハードル スタートから13秒間
- 110メートルハードル スタートから13秒間
- 走幅跳 踏み切り板から40メートル離れ、助走路のそばにあるマーク通過から5秒間で、競技者の助走が40メートル未満なら助走開始時から5秒間。
- 三段跳 踏み切り板から35メートル離れ、助走路のそばにあるマーク通過から5秒間で、競技者の助走が35メートル未満なら助走開始時から5秒間。

測定器はトラック競技の場合は1レーン側のトラックから2メートル以内のフィニッシュラインから50メートルところに設置し、フィールド競技の場合は踏み切り板から20メートルのところで、助走路から2メートル以内のところに設置する。また高さは、トラック、フィールド共に1.22メートルのところで測定する。

### 競技時の服装について
- 服装は濡れても透けないもの。

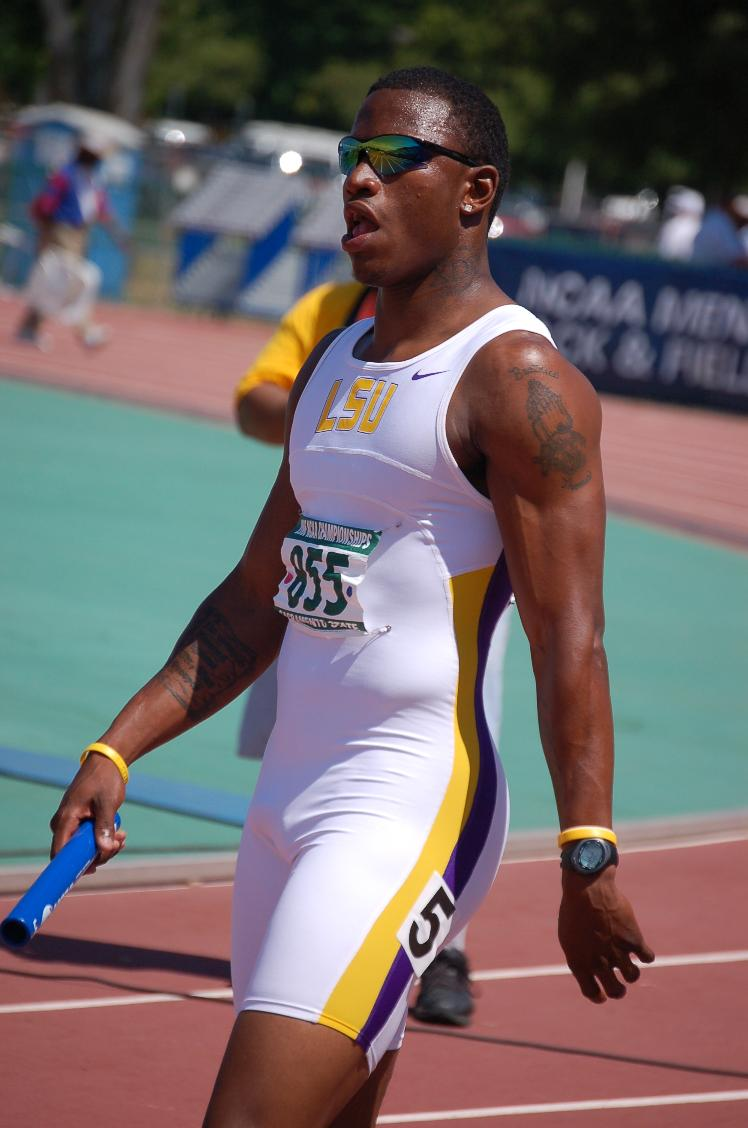
競技時の服装の例

- 前と後ろにナンバーカード（旧呼称：ゼッケン）をつける[注 3]。
  - 普通、数字で1桁から4桁。ロードレースでは5桁も。
  - 小規模の開催では選手側が用意する。
  - ある程度の大会（予選会や標準記録があり参加者が限られるもの）では開催名やスポンサー名の入ったナンバーカードが配られることがある。
  - 最近は競技会、種目によって（セパレートレーンの短距離走やフィールド種目などで）はナンバーカードをつけないことがある。
- トラック競技は写真判定のためにレーンナンバーを示す腰ナンバーカードをつける（リレー種目はアンカーのみのことが多い）。
  - ちなみに、最近の腰ナンバーカードは直ぐに取り外しできるよう（レーンが決まるのはレース直前であるから）シール状になっていることが多い。このシールは特にスパッツの生地には全く馴染まないため競技開始直後に剥がれることが多く、オリンピックや世界選手権の決勝レースにおいてもスタートと同時に選手が白いナンバーカードを「落とす」光景が見られる。そのため、水濠で足が濡れることでよりシールが剥がれやすくなってしまう3000メートル障害では太ももなどの地肌に直接ナンバーシールを貼る選手もいる。

### 主な失格について
- トラック競技で、一度でも不正スタートの責任を有する競技者。ただし混成競技（国内ルールでは道路競走、駅伝競走を加える）では、1回の不正スタートの後、2回目以降に不正スタートをした競技者。
  - 1回目の不正スタートが即失格となるこのルールは、2010年1月よりWA主催大会で適用されている。日本国内でも2010年度から3年間は試行的に適用され、2013年度以降は日本陸上競技連盟主催・共催の全大会（小学生を除く）で適用されている。地区大会は各陸上競技協会の判断によるが、新ルールの適用が推奨される。フライング判定装置の設置が原則となるが、装置がない場合は目視とビデオ映像で判定する。日本学生陸上競技連合も日本学生陸上競技個人選手権大会と日本学生陸上競技対校選手権大会の両大会で新ルールが適用されている。2011年世界陸上の男子100メートル決勝で、世界記録保持者のウサイン・ボルトが不正スタートで一発失格となったことからこの新ルールが注目された[31]。
  - 2003年から導入された各レースで1度フライングがあった後は2度目以降が誰でも失格になるルールは、1回目のフライングが失格にならない事を逆手に取り、駆け引きのため故意にフライング出来る事が問題視されていた[32]。
  - 全国小学生陸上競技交流大会では、同一競技者が2回不正スタートを行った場合に失格となる。
- 他の走者の進路を故意に塞ぐ等、他の競技者の妨害をすること。
- オープンレーンのトラック競技において、走者が競技中に他の走者以外の者と接触すること（部外者の手助けを受けたとみなされるため。競技中の走者同士であれば手助けをしても構わない）。
- オープンレーンのトラック競技において、指定のレーンよりも内側に侵入すること。
- セパレートレーンのトラック競技において、競技中に自身のレーンを逸脱すること。
- リレー走で、バトンの受け渡しをテークオーバーゾーン外で行うこと。
- リレー走で、バトンパスを成立させていないとき（バトンパスが完了する前に落としたバトンを受ける走者が拾う、投げ渡す等）。
- ハードル走で、ハードルをはみ出して低い位置で跳んだり、ハードルを故意に倒すなど。
- 指定時刻までに招集（競技開始前の点呼）に応じないとき。
- 禁止された薬物等を使用すること。
- 性別を偽って競技に出場すること。
- その他、定められた失格行為に至ること。

### 国際競技会における走種目のスタート合図について
- スターターは英語・フランス語・開催地の言語のいずれかで合図を行う。
  - 400m以下の場合、スターターはまず「位置について（On your marks）」と言って選手をスタート位置につかせる。その後、スターターは「用意（Set）」と言って選手にクラウチングスタートの姿勢を取らせ、スターターピストルを撃つ。
  - 400mを超える場合、スターターは「位置について（On your marks）」と言って選手をスタート位置につかせ、選手がスタンディングスタートの姿勢になっているのを確認してからスターターピストルを撃つ。
- 2006年度の競技規則改正により、下記の競技会においてはスターターによる合図を英語に統一することになった。
  - 世界陸上競技選手権大会、オリンピックおよびワールドアスレティックスコンチネンタルカップ
    - 世界選手権は2007年の大阪大会、オリンピックは2008年の北京大会から適用される。

  - WAが独占統轄権をもつ陸上競技選手権大会
  - 上記以外の国際競技会については、従来どおり開催する国や地域の言語、英語またはフランス語で合図する。

## 公認種目、公認記録の扱い
- 公認種目はWA等が公認した種目で、その種目において世界で最高の記録が出ると、WAによって世界記録として認められる。この認定権はIAAFが保持している[33]。また、公認種目以外の種目では「世界最高記録」として扱われる。公認種目では、公認記録（世界記録、各国記録、各種大会記録）として100メートル、200メートル、100メートルハードル、110メートルハードルと走幅跳、三段跳の場合は追い風2.0m以内であれば公認記録となる。追い風2.0mを超えると各種大会の順位付けの記録は付くが、公認記録としては認められず「追い風参考記録」にとどめられる[31]。
- 混成競技では、風速を計測する種目の平均風速が追い風2.0m以内であれば混成競技の記録として公認され、そうでなければ「追い風参考記録」となる（2010ルール改正）。
- WAの競技規則に沿った競技会での記録でないと、公認記録とならない[34]。

## 国際競技連盟
1912年の創設以来、ワールドアスレティックス（WA）が陸上競技の国際競技連盟となっている。創設当初は「国際アマチュア陸上競技連盟」（IAAF、International Amateur Athletic Federation）という名称であったが、1970年代後半にスポーツがアマチュアリズムからプロフェッショナリズムへと移行したことを反映して、2001年にはアマチュアの名称を削除し、「国際陸上競技連盟」（International Association of Athletics Federations、略称は同じくIAAF）に変更された。さらに2019年11月に再度名称を変更し、現名称となった。
WAには215の加盟国と地域があり、六大州それぞれに統括する競技連盟が存在する。6つの大陸連盟は、アジア、アフリカ、ヨーロッパ、オセアニア、北アメリカ、南アメリカである。WAの本部は1993年以降モナコにおかれている。

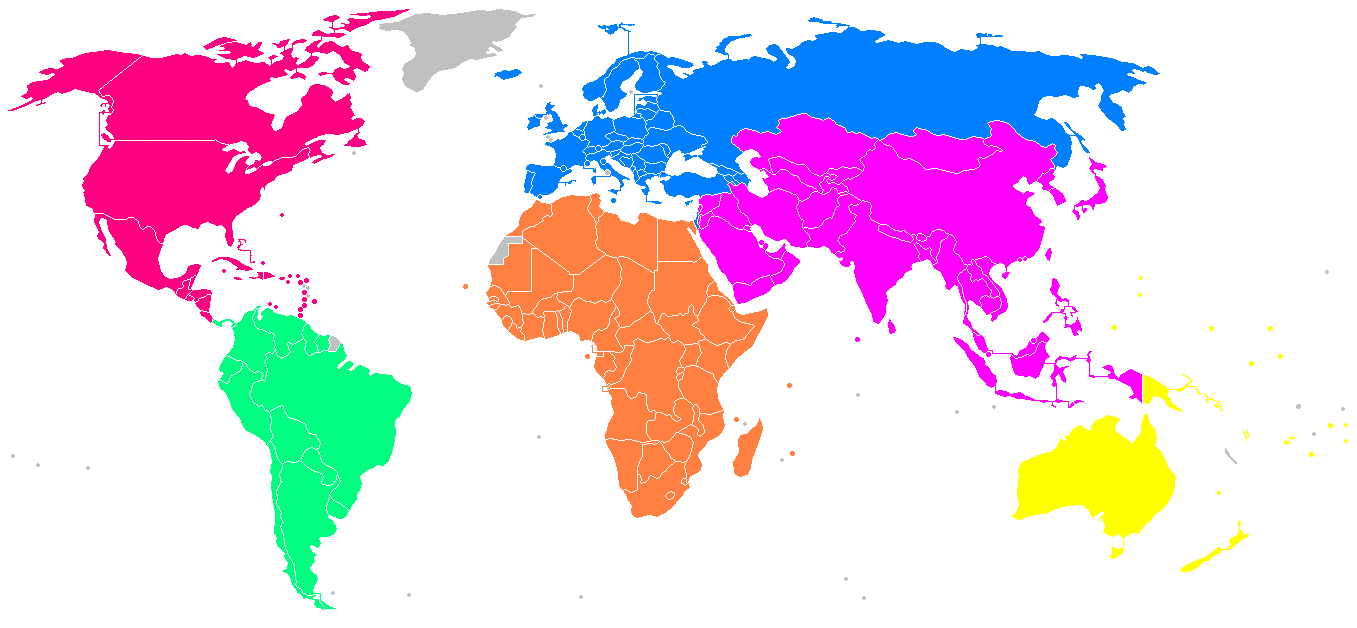
WAに属する六大陸の陸上競技連盟管轄区域

- AAA – アジア陸上競技連盟
- CAA – アフリカ陸上競技連盟
- CONSUDATLE – 南アメリカ陸上競技連盟
- NACACAA – 北中米カリブ陸上競技連盟
- EAA – ヨーロッパ陸上競技連盟
- OAA – オセアニア陸上競技連盟